# Tabanus vittiger
Tabanus vittiger är en tvåvingeart som beskrevs av Thomson 1869. Tabanus vittiger ingår i släktet Tabanus och familjen bromsar. Inga underarter finns listade i Catalogue of Life.